# Rémi Mulumba
Rémi Mulumba (Abbeville, 2 de novembro de 1992) é um futebolista profissional congolês que atua como meia.

## Carreira
Rémi Mulumba representou o elenco da Seleção da República Democrática do Congo de Futebol no Campeonato Africano das Nações de 2017.